# Jurij Szapoczka
Jurij Pawłowycz Szapoczka (ukr. Юрій Павлович Шапочка; ros. Виталий Михайлович Елисеев, Jurij Pawłowicz Szapoczka; ur. 19 września 1952 w Mańkiwce) – ukraiński wioślarz reprezentujący ZSRR, srebrny medalista olimpijski.

## Kariera
Wystąpił na igrzyskach olimpijskich w Moskwie w 1980, gdzie osada ZSRR w składzie: Jurij Szapoczka, Jewgienij Barbakow, Walerij Kleszniow i Mykoła Dowhań zdobyła srebrny medal. W finale o 1,66 sekundy przegrali z osadą NRD, a o 0,91 sekundy wyprzedzili Bułgarię. Był to jego jedyny start olimpijski.